# ياسمين هوراسان
ياسمين هوراسان (بالتركية: Yasemin Horasan)‏ مواليد 1 أغسطس 1983 في إسطنبول، هي لاعبة كرة سلة تركية بدأت مسيرتها الاحترافية في سنة 1997. تلعب مع فريق نادي فنربخشة كلاعب وسط وتحمل الرقم 13. يبلغ طولها 6 قدم 2 بوصة (1.9 م). مثلت منتخب بلادها. شاركت في دورة الألعاب الأولمبية الصيفية سنة 2012.

## الإنجازات
- الدوري التركي لكرة السلة للسيدات
  - الفوز (2): 2004-05، 2012–13
  - الوصافة (1): 2009-10
- كأس تركيا
  - الفوز (1): 2009-10
- كأس الرئيس التركي
  - الفوز (1): 2006-07

## روابط خارجية
- ياسمين هوراسان على موقع الاتحاد الدولي لكرة السلة (الإنجليزية)
- ياسمين هوراسان على موقع كرة السلة الأوروبية.كوم (الإنجليزية)
- ياسمين هوراسان على موقع بروبوليرز (الإنجليزية)
- ياسمين هوراسان على موقع سبورتس رفرنس (الإنجليزية)
- ياسمين هوراسان على موقع أوليمبيديا (الإنجليزية)